# Pietro Sarubbi
Pietro Sarubbi (Roma, 22 de junho de 1961) é um ator e escritor italiano.

## Carreira
Sua carreira ganhou projeção internacional graças aos papéis que interpretou em filmes como O Bandolim Do Capitão Corelli, com a direção de John Madden, e a aclamada A Paixão de Cristo, de Mel Gibson. Sua jornada pessoal também o levou à conversão ao catolicismo romano.
É o autor do livro From Barabbas to Jesus: Converted with a look, onde compartilha sua notável jornada de conversão.